# 도고유노정
도고유노정(道後湯之町)은 에히메현 온센군에 설치된 촌이다. 